# Ндрека, Генри
Генри Ндрека (алб. Henri Ndreka, 27 марта 1983, Лежа, Албания) — албанский футболист, защитник.

## Клубная карьера
Родился 27 марта 1983 года в городе Лежа. Воспитанник футбольной школы клуба «Беселидья». Взрослую футбольную карьеру начал в 2000 году в основной команде того же клуба, провёл один сезон и принял участие в 4 матчах чемпионата.
Своей игрой за эту команду привлёк внимание представителей тренерского клуба «Партизани», к составу которого присоединился в июле 2001 года. Сыграл за команду из Тираны следующие четыре сезона своей игровой карьеры. Большую часть времени, проведённого в составе «Партизани», был основным игроком защиты команды.
С 2005 по 2007 год играл в составе клубов «Влазния» и «Партизани».
В начале 2007 года перешёл в криворожский «Кривбасс», где за полтора сезона сыграл в 25 матчах чемпионата, после чего вернулся на родину, где выступал за «Теуту», «Беселидью», «Камзу» и «Буррели».
К составу клуба «Лачи» присоединился 1 августа 2012 года и за полтора сезона успел сыграть за команду из Лачи 24 матча в национальном чемпионате, после чего 4 января 2014 года на правах свободного агента покинул клуб.

## Выступления за сборные
В течение 2003—2004 годов привлекался в состав молодёжной сборной Албании. Всего на молодёжном уровне сыграл в 2 официальных матчах.
В 2004 году провёл свой единственный матч в составе национальной сборной Албании.